# Сбор (команда)

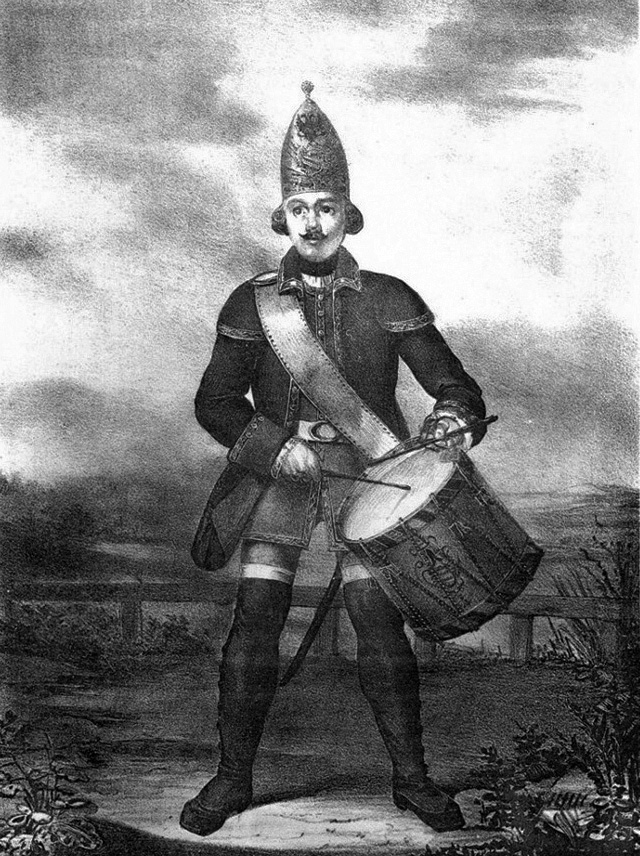
Барабанщик гренадерской роты пехотного полка, 1756—1762 годов.

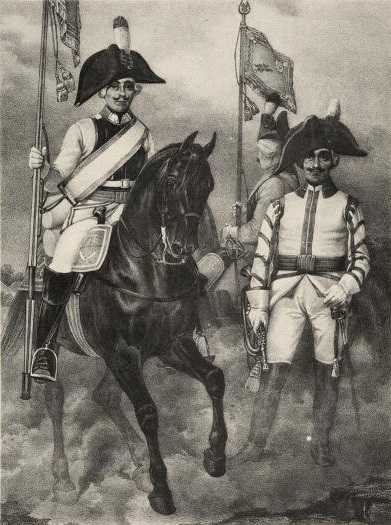
Эстандарт-юнкер Екатеринославского и трубач Казанского Кирасирского полков, 1797—1801 годов.

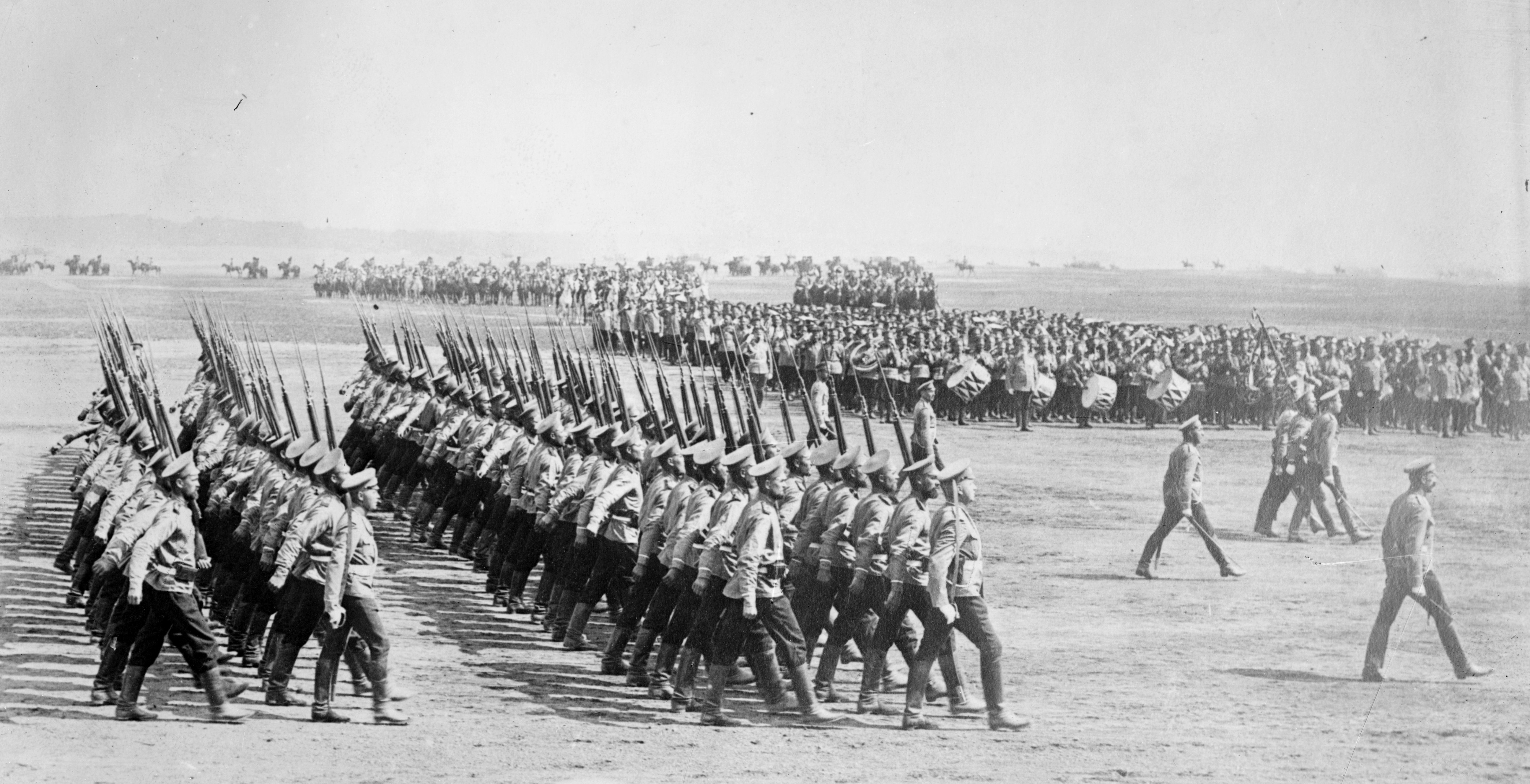
Русская пехота на смотре, движение в двухшереножном строю.

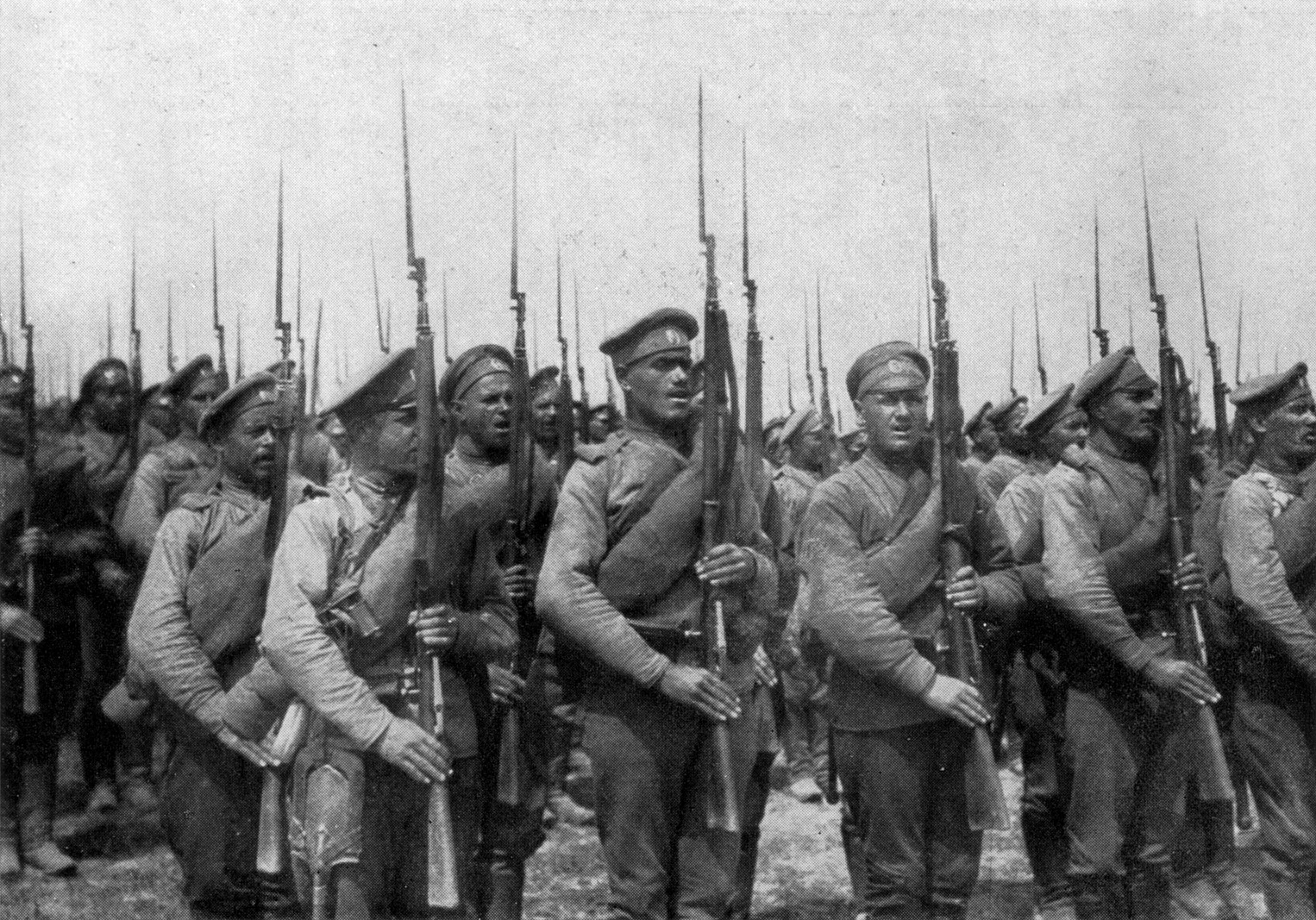
Русская пехота в строю, на переднем плане у правофлангового солдата МПЛ-50.

Сбор — слово в военном деле России означающее: команду (сигнал) для вызова части личного состава формирования (или всех — общий сбор), по какому-либо случаю.

## Команда
Сбор — часть словосочетания команды командира или начальника (сигнал) для вызова личного состава формирования, по какому то либо случаю, например: «Оркестр, играй сбор» или «Сигналисты-барабанщики, бей сбор».

Развод — от оного главное влияние в обучение
I. Исправься! Бей сбор! Ученье будет! Приёмы и повороты по команде, по флигельману, по барабану.— А. В. Суворов, Ученье разводное, или пред разводом, Наука побеждать.
«Сбор» — сигнал подаваемый военными музыкантами, сейчас как правило используются технические средства, для вызова личного состава формирования, по какому-либо случаю, исполняется барабанщиками, горнистами, трубачами, сигналистами и сигналист-барабанщиками формирований.
Ранее в русских гвардии армии и на флоте был:
- короткий — при разводах с церемонией;
- общий — при исполнении гарнизонной и внутренней службы;
- сбор начальников;
- сбор в колонну — для сбора рот в батальонную колонну, так же этот же сигнал употреблялся и для сбора к столу, на приём пищи.

В кавалерии сигнал «Сбор» (№ 13) подавался после рассыпной атаки или для спешенной цепи, если надо было собрать людей на линии последней либо впереди неё. Сигнал «Сбор» повторялся барабанщиками, горнистами, сигналистами и трубачами всех формирований.
На флоте есть сигнал «Большой сбор».
Сейчас сигнал «Сбор» применяется для построения всего личного состава части (корабля) с целью его оповещения о чём-нибудь очень важном, срочном и касающемся всего личного состава части (корабля), а также для проведения проверки наличия личного состава. По данному сигналу личный состав части (корабля) действует в соответствии с инструкциями по действию сигнала «Сбор»
Сигнал для управления строем, «Сбор командиров (начальников)» выполняется:
- рукой, поднять правую руку вверх и кружить ею над головой, после чего руку резко опустить;
- рукой с флажком, то же, с красным и жёлтым флажками в правой руке;
- рукой с фонарём, фонарём с белым светом размахивать над головой вправо и влево, описывая полукруги.

Музыкальные сигналы:
- № 7 «Сбор»
- № 8 «Сбор начальников»

Барабанные бои:
- № 4 «Сбор»